# Nikki Van Dijk
Nikki Van Dijk est une surfeuse professionnelle australienne née le 28 novembre 1994 à Phillip Island, en Australie. Elle est la sœur du surfeur Joe Van Dijk.

## Biographie
Nikki Van Dijk est née à Phillip Island, près de Melbourne, au sein d'une famille de surfeurs. Elle participe pour la première fois à une compétition du Championship Tour en tant que wildcard en 2009 à l'occasion du Roxy Pro Gold Coast organisé à Gold Coast. Elle n'a alors que 14 ans. Elle est également invitée en 2011 à participer à deux événements du CT, le Rip Curl Pro Bells Beach à Bells Beach et le Commonwealth Bank Beachley Classic à Sydney. Elle parvient notamment à se classer 5e lors de cette dernière compétition. Elle intègre le circuit Qualifying Series en 2012. Elle se classe 5e du circuit QS en 2013 et se qualifie pour le Championship Tour.

## Palmarès et résultats

### Saison par saison
- 2012 :
  - 3e du Telstra Drug Aware Pro à Margaret River (Australie)
- 2013 :
  - 1re du Pantin Classic Galicia Pro à La Corogne (Espagne)
- 2014 :
  - 1re du Swatch Girls Pro France à Seignosse (France)
  - 3e du Oceano Santa Catarina Pro à Florianópolis (Brésil)
- 2015 :
  - 1re du Los Cabos Open of Surf à San José del Cabo (Mexique)[2]
  - 3e du Paul Mitchell Supergirl Pro à Oceanside (États-Unis)[3]
  - 3e du Copa El Salvador Impresionante à La Libertad (Salvador)[4]

### Classements
| Championship Tour | 13e |